# Brian K. Kobilka
Brian Kent Kobilka (n. 30 mai 1955, Little Falls⁠(d), Minnesota, SUA) este profesor la Stanford University School of Medicine din SUA. A fost distins cu Premiul Nobel pentru Chimie pe 2012, împreună cu Robert J. Lefkowitz, „pentru studiul receptorilor cuplați cu proteine G”. Venit în echipa lui Lefkowitz în anii 1980, el și-a asumat sarcina identificării genei corespunzătoare receptorului de adrenalină deja identificat de Lefkowitz. El a reușit să descopere gena și să arate că receptorul de adrenalină este similar receptorilor de lumină din ochi.